# Anneli Melin
Anneli Catharina Melin, född 26 augusti 1976, är en svensk före detta friidrottare (häcklöpning). Hon representerade IFK Helsingborg. 
Melin deltog på 400 meter häck vid EM 2006 i Göteborg, men slogs ut i försöken.

## Personliga rekord
| Utomhus - 100 meter – 12,22 (Växjö 24 augusti 2001) - 200 meter – 24,32 (Karlstad 22 juni 2005) - 400 meter – 55,70 (Malmö 22 augusti 2006) - 100 meter häck – 14,36 (Karlstad 15 juli 1998) - 400 meter häck – 57,44 (Karlstad 21 juni 2006) - 400 meter häck – 57,66 (Karlstad 20 juli 2006) | Inomhus - 60 meter – 7,85 (Göteborg 7 februari 2004) - 200 meter – 24,63 (Malmö 13 februari 2005) - 400 meter – 55,64 (Göteborg 21 februari 2004) - 60 meter häck – 8,78 (Göteborg 23 januari 1999) |